# 蒙泰马伦佐
蒙泰马伦佐（義大利語：Monte Marenzo），是意大利莱科省的一个市镇。总面积3平方公里，人口1989人，人口密度663.0人/平方公里（2009年）。国家统计（ISTAT）代码为097052。